# Adelaida z Vermandois
Adelaida z Vermandois (? – 23. září 1120/1124) byla v letech 1085 až 1120 suo jure hraběnka z Vermandois a Valois.

## Život
Adelaida se narodila jako dcera hraběte Herberta IV. z Vermandois a jeho manželky Adély z Valois.
Kolem roku 1080 se provdala za třiadvacetiletého Huga, syna kapetovského krále Jindřicha I. Francouzského a mladšího bratra krále Filipa I. Po smrti Adelaidina otce se stal Hugo hrabětem z Vermadois. S Hugem měla Adelaida devět dětí.
V roce 1101 Hugo zemřel a o tři roky později se Adelaide znovu provdala za hraběte Renauda II. z Clermont-en-Beauvaisis. Z tohoto manželství měla Adelaide jednu dceru.
V roce 1102 se stal novým hrabětem z Vermandois Adelaidin prvorozený syn Rudolf. Hraběnka zemřela 23. září 1120 nebo 1124 jako poslední vládce Vermandois z rodu Karlovců.

## Potomci
S prvním manželem Hugem měla Adelaide devět dětí:
- Matylda z Vermandois, provdala se za Ralfa I. z Beaugency
- Beatrix z Vermandois, provdána za Huga IV. z Gournay
- Alžběta z Vermandois, hraběnka z Leicesteru (1085–1131)
- Rudolf, hrabě z Vermandois (1094–1152)
- Konstancie z Vermandois, provdla se za Godfreyho de la Ferté-Gaucher
- Anežka z Vermandois, provdána za Bonifáce ze Savone
- Jindřich z Vermandois, pán z Chaumont en Vexin
- Simon z Vermandois
- Vilém z Vermandois, pravděpodobně se oženil s Isabelou, nemanželskou dcerou krále Ludvíka VI. Francouzského

S druhým manželem Renaudem měla jednu dceru:
- Markéta z Clermontu (1104/1105 – 1132)